# Franklin Sousley

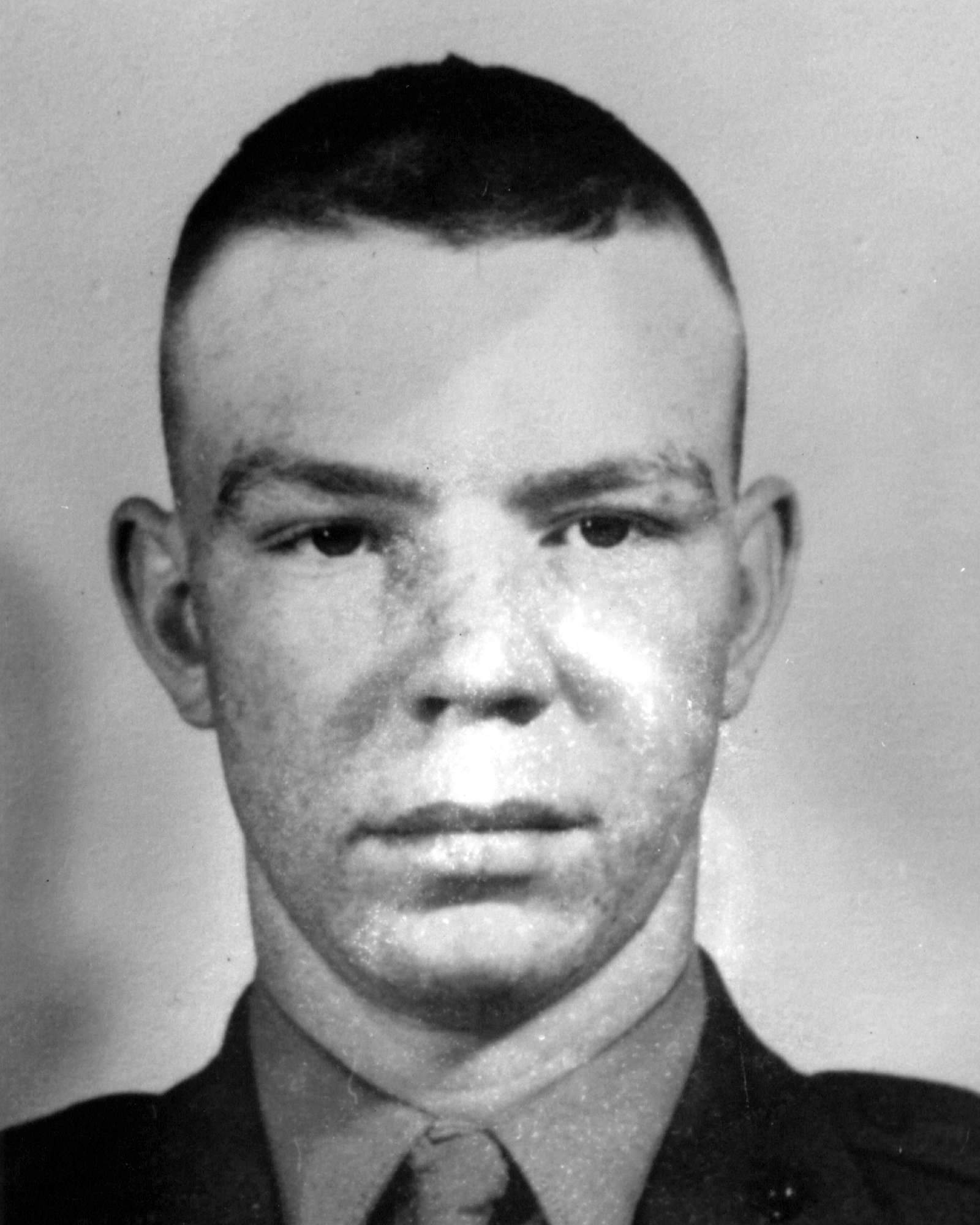
Franklin Sousley

Franklin Runyon Sousley (* 19. September 1925 in Hill Top, Vereinigte Staaten; † 21. März 1945 auf Iwojima, Japan) war ein US-amerikanischer Soldat des Zweiten Weltkriegs und einer der Marines, die auf der berühmten Fotografie Raising the Flag on Iwo Jima zu sehen sind.

## Leben
Sousley wurde in Hill Top, Kentucky geboren und wuchs mit einer verwitweten Mutter auf. Vor dem Krieg war er Fabrikarbeiter.
Er wurde im Januar 1944 eingezogen und kam zum US Marine Corps. Er wurde der E-Company, 2nd Battalion, 28th Marine Regiment der 5th Marine Division zugeteilt. Ab dem 19. Februar 1945 nahm er an der Schlacht um Iwojima teil. Am 23. Februar hisste er mit fünf anderen Marines eine amerikanische Flagge auf dem Vulkan Suribachi, nachdem dort bereits zuvor eine Flagge gehisst wurde, die aber ausgetauscht wurde. Eine Fotografie des Hissens von Joe Rosenthal mit dem Titel Raising the Flag on Iwo Jima erlangte bald große Bekanntheit in den USA. Sousley starb am 21. März durch das Feuer eines japanischen Scharfschützen. Er wurde erst auf Iwo Jima beerdigt und 1947 schließlich auf den Elizaville Cemetery in Fleming County, Kentucky umgebettet.
Sousleys Rolle beim Hissen der Flagge wurde später in den Filmen The Outsider und Flags of Our Fathers thematisiert.

## Auszeichnungen
- Presidential Unit Citation
- Purple Heart
- Combat Action Ribbon
- American Campaign Medal
- Asiatic-Pacific Campaign Medal
- World War II Victory Medal
- Marine Corps Good Conduct Medal
- Rifle Expert Badge
- Rifle Markman Badge

In der Fleming County Public Library in Flemingsburg, Kentucky existiert ein Franklin Sousley Memorial.